# Anguilla interioris
Anguilla interioris är en fiskart som beskrevs av Whitley, 1938. Anguilla interioris ingår i släktet Anguilla och familjen egentliga ålar. Inga underarter finns listade i Catalogue of Life.